# Sursă de alimentare neîntreruptibilă
| Imagine indisponibilă                                       |  | Imagine indisponibilă |
| O sursă de alimentare neîntreruptibilă de dimensiuni reduse |  |                       |

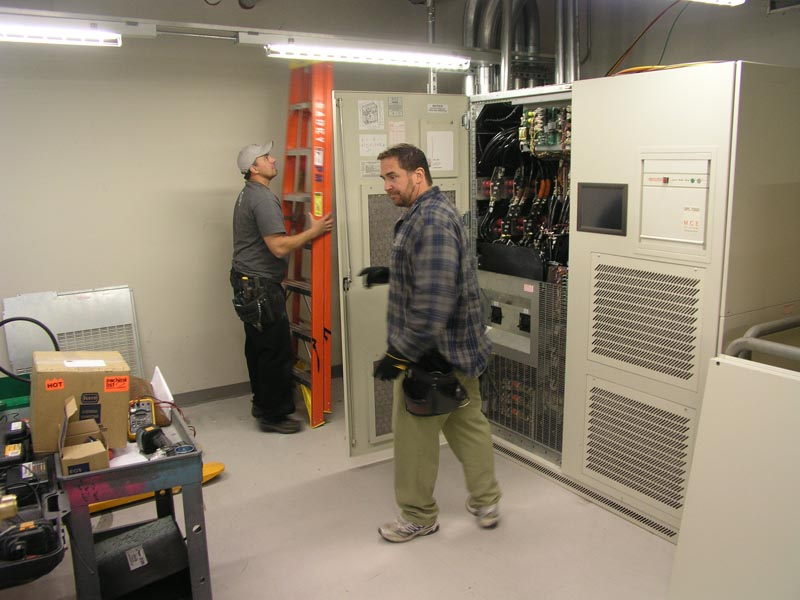
UPS pentru centre de date instalat de electricieni

Sursă de alimentare neîntreruptibilă (în engleză: Uninterruptible power supply - UPS) este un aparat electric care furnizează energie electrică în caz de urgență, atunci când sursa principală de curent electric nu funcționează. De obicei, acestea sunt folosite pentru a alimenta dispozitive informatice și de comunicație pentru un timp scurt, până când sursa principală poate fi pusă din nou în funcțiune sau până când o altă sursă de curent electric poate fi pusă în funcțiune (de exemplu, un generator electric).
Majoritatea surselor comerciale folosesc baterii cu acid sulfuric datorită raportului preț/capacitate foarte bun. Altele folosesc baterii Li-Ion sau metode cinetice.
Sursele de alimentare neîntreruptibilă pot fi de 3 feluri:
- off-line/standby
- linie-interactiv
- on-line/dublă conversie

Sursele off-line comută între sursa principală și bateriile interne. Cele linie-interactiv folosesc un transformator cu mai multe bobinaje, în care pot introduce putere din baterie în condițiile în care tensiunea de pe sursa principală nu este în parametri. Sursele cu dublă conversie includ atât un rectificator cât și un inversor. Acestea sunt folosite pentru echipamentele foarte sensibile, care trebuie izolate de sursa principală.